# Camelobaetidius kickapoo
Camelobaetidius kickapoo är en dagsländeart som beskrevs av Mccafferty in Mccafferty och Lowell Fitz Randolph 2000. Camelobaetidius kickapoo ingår i släktet Camelobaetidius och familjen ådagsländor. Inga underarter finns listade i Catalogue of Life.